# Osul cu cârlig

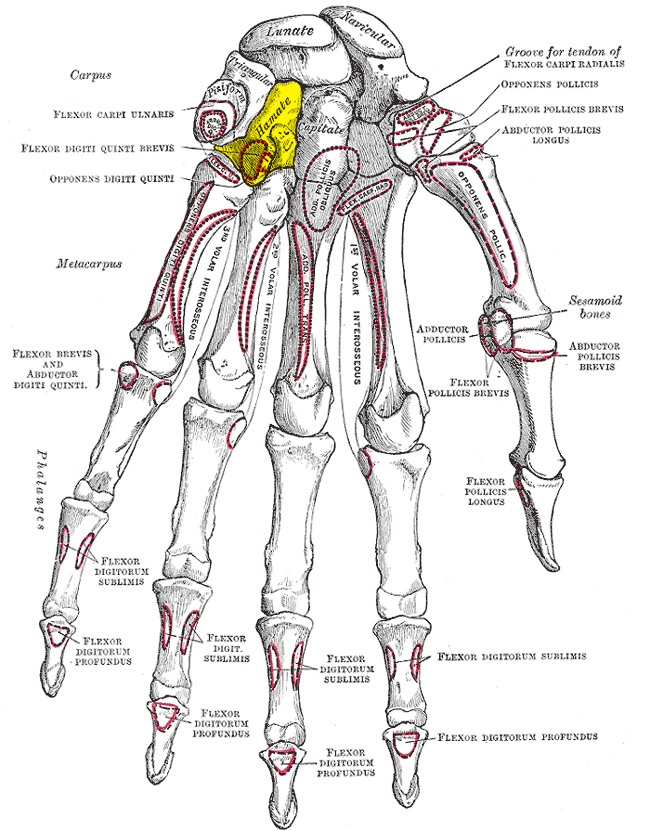
Osul cu cârlig (în galben) văzut pe fața palmară (anterioară) a mâinii stângi

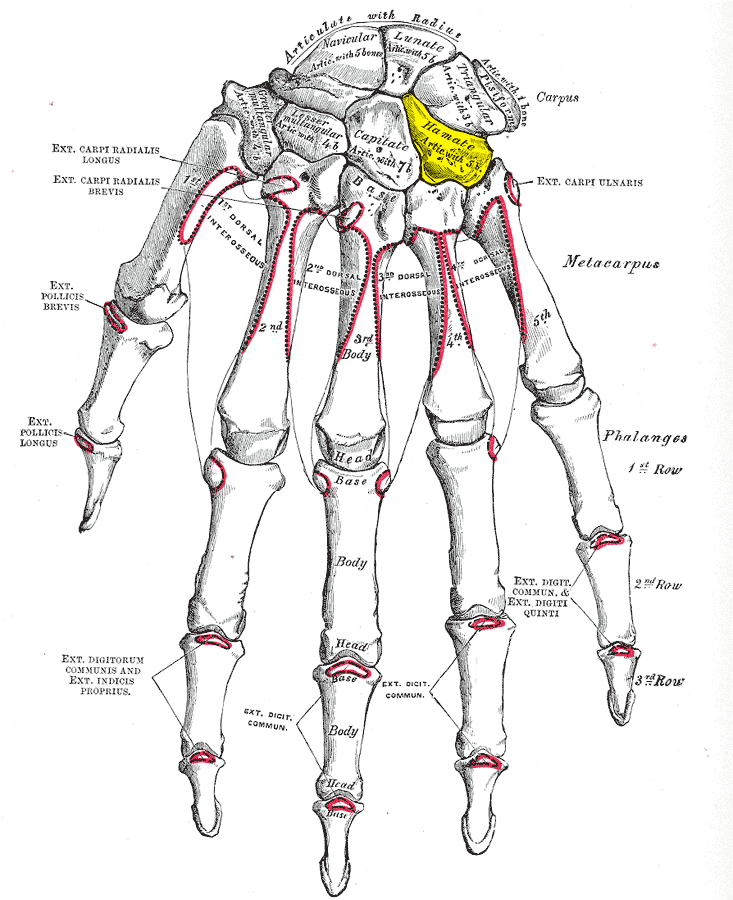
Osul cu cârlig (în galben) văzut pe fața dorsală (posterioară) a mâinii stângi

Osul cu cârlig (în roşu) al mâinii stângi

Osul cu cârlig (Os hamatum) este cel mai medial dintre cele 4 oase ale rândului distal de oase carpiene. Are o formă neregulată, asemănătoare unei piramide sau prisme triunghiulare. Fața palmară este prevăzută în partea ei inferioară cu o apofiză în formă de cârlig (Hamulus ossis hamati).
Osul cu cârlig are 4 fețe articulare: laterală, medială, inferioară și superioară și 2  fețe nearticulare: palmară și dorsală.
- Fața superioară (proximală) este articulară și se articulează cu semilunarul (Os lunatum).
- Fața inferioară (distală) este articulară și are 2 fațete articulare care se articulează cu oasele metacarpiene IV și V.
- Fața laterală (radială) este articulară și se articulează, în plan vertical,  cu osul capitat (Os capitatum).
- Fața medială (ulnară) este articulară și se articulează cu piramidalul (Os triquetrum).
- Fața palmară (anterioară) nearticulară prezintă în partea ei inferioară o proeminență bine dezvoltată în formă de cârlig, numită cârligul osului hamat sau cârligul osului cu cârlig (Hamulus ossis hamati), pe al cărui vârf se prinde retinaculul flexorilor (Retinaculum flexorum). Medial cârligul vine în raport cu ramura profundă a nervului ulnar (Nervus ulnaris); la acest nivel pe el se inseră mușchiul opozant al degetului mic (Musculus opponens digiti minimi) și mușchiul flexor scurt al degetului mic (Musculus flexor digiti minimi brevis manus).
- Fața dorsală (posterioară) este rugoasă, nearticulară.

Cârligul osului se poate palpa cu oarecare dificultate medial pe fața palmară sub pisiform.